# Aleksej Gribov
Aleksej Nikolaevič Gribov, in russo Алексей Николаевич Грибов? (Mosca, 31 gennaio 1902, 18 gennaio del calendario giuliano – Mosca, 26 novembre 1977), è stato un attore sovietico.

## Filmografia parziale

### Attore
- Sportivnaja čest', regia di Vladimir Petrov (1951)
- Revizor, regia di Vladimir Petrov (1952)
- Švedskaja spička, regia di Konstantin Judin (1954)
- Delo pёstrych, regia di Nikolai Dostal' (1958)

## Premi
- Artista del popolo della RSFSR
- Artista del popolo dell'Unione Sovietica
- Eroe del lavoro socialista
- Premio Stalin
- Ordine di Lenin
- Ordine della Rivoluzione d'ottobre
- Ordine della Bandiera rossa del lavoro
- Medaglia al merito del lavoro durante la grande guerra patriottica del 1941-1945